# George Sand
George Sand (wym. ʒɔʁʒ sɑ̃d), urodzona jako Amantine Lucile Aurore Dupin (wym. amɑ̃tin lysil oʁɔʁ dypɛ̃), primo voto Dudevant (ur. 1 lipca 1804 w Paryżu, zm. 8 czerwca 1876 w Nohant) – francuska pisarka epoki romantyzmu.
Wszystkie jej powieści miłosne (omnes fabulae amatoriae) zostały umieszczone w indeksie ksiąg zakazanych dekretami z lat 1840, 1841, 1842 i 1863.

## Życiorys
Była córką napoleońskiego oficera, który szybko ją osierocił, prawnuczką Maurycego Saskiego, nieślubnego syna Augusta II Mocnego. Dzieciństwo, poza trzyletnim pobytem na pensji w Paryżu, spędziła w Nohant. W 1822 wyszła za mąż za barona Casimira Dudevanta, z którym żyła 8 lat i miała dwójkę dzieci: 
- Maurice’a (1823–1889)
- Solange (1828–1899).

Po separacji w 1831 przybyła do Paryża. W tym też roku zaczęła wydawać swoje utwory, początkowo pisane wspólnie z Jules'em Sandeau, od którego nazwiska wzięła swój męski pseudonim artystyczny. Publikowała także na łamach „Le Figaro”, z którego redaktorem, Henrim de Latouche, pozostawała w zażyłych stosunkach.
Była w centrum artystycznego życia Paryża. W 1834 zaprzyjaźniła się z poetą Alfredem de Musset, którego porzuciła podczas podróży w Wenecji, by potem kilkakrotnie do niego wracać. Romansowała z Prosperem Mériméem, przyjaźniła się z Lisztem.
Była znana z ekscentrycznego zachowania, paliła cygara i fajkę, ubierała się po męsku i przeklinała. Męski ubiór nie był jednak pierwotnie wyrazem kontestacji ówczesnej społecznej roli kobiety – założyła go po raz pierwszy z ostrożności, wybierając się na premierę jednej ze sztuk Aleksandra Dumasa i chcąc uniknąć problemów w razie spodziewanego zamieszania. Odtąd często zakładała męskie ubrania, czując się w nich wygodnie; ten strój umożliwiał jej także aktywność niedostępną innym kobietom jej stanu.
W 1838 zaprzyjaźniła się z Chopinem, który wkrótce został jej kochankiem. Przez długi czas była dlań oparciem i inspiracją, jednakże zerwała z nim w 1847, co prawdopodobnie przyspieszyło śmierć kompozytora (1849). Jednym z pierwszych wspólnych wyjazdów George Sand i Chopina była podróż dla poprawy zdrowia Chopina na Majorkę, do miejscowości Valldemossa w 1838. Dwa lata po powrocie z Majorki George Sand opublikowała wspomnienia z pobytu na wyspie zatytułowane Zima na Majorce (wydane w języku polskim po prawie 167 latach). Od 1839 do 1846 każde lato Chopin spędzał w posiadłości George Sand w Nohant, gdzie napisał swoje najwybitniejsze dzieła. Kompozytor zawsze pragnął życia rodzinnego, które znalazł w domu George Sand. Sam był osobą, która nie lubiła kłopotów związanych z prowadzeniem domu. Stwierdził on, że Sand świetnie radzi sobie jako domatorka, matka, pisarka, a także jako kochanka.
W 1845 roku George Sand postanowiła adoptować 21-letnią Augustine Brault. Dziewczyna była jedynie jej daleką krewną, którą postanowiła wychowywać i posyłać do szkół. Augustine dawała pani Sand wszystko to czego nie dostała od własnej córki, jednak dziewczyna stała się kozłem ofiarnym rodzinnych niesnasek, szczególnie podczas feralnego lata 1847 roku.
Para rozeszła się głównie z powodu kłopotów rodzinnych związanych z trudami wychowania dorastających dzieci Sand. Chopin był niejako członkiem tej przybranej rodziny, którą stworzył godząc się na wspólne życie pod jednym dachem ze swą kochanką i jej wychowankami. Dorastające dzieci nie akceptowały dziwnego układu między Chopinem a ich matką. Zdawały sobie sprawę z tego, że Chopin może cieszyć się przywilejami głowy domu, nie będąc formalnie mężem ich matki. W okresie rozstania z Chopinem, George Sand przeżyła wiele rozczarowań osobistych. Były one związane z pogorszeniem się stosunków z Solange, porażkami politycznymi, utratą sympatii wielu dotychczasowych przyjaciół. Rozstanie z Chopinem było dla pisarki wielkim ciosem osobistym.
Pisała i publikowała prawie do samej śmierci. Jednymi z jej ostatnich utworów były napisane dla wnuków baśnie Contes d’une grand’mère.

## Twórczość
Wykształcenie Sand opierało się przede wszystkim na samodzielnie dobieranych, dość przypadkowych lekturach; z tego też powodu w swoich utworach kopiowała raczej cudze systemy ideologiczne niż starała się sformułować własne przesłanie, wzorem innych francuskich autorów romantycznych. Pisała przy tym z ogromną łatwością, publikując następnie utwory w wersji pierwotnej – nigdy nie wprowadzała poprawek redakcyjnych po zakończeniu pracy.
Wczesne powieści Sand: Indiana (1831), Walentyna (1832), Lelia (1833) miały charakter feministyczny – ukazane w nich bohaterki były idealnymi postaciami kobiecymi, skontrastowanymi z miernymi intelektualnie, niezdecydowanymi mężczyznami. Utwory te utrzymane były w duchu melodramatycznym; późniejsza krytyka literacka uznała je za mało wartościowe z powodu sztucznego języka i patosu oraz jednowymiarowości postaci. Od 1836 w jej powieściach zaczął pojawiać się nowy typ bohatera: szlachetny republikanin, pochodzący z ludu, walczący o sprawiedliwość społeczną. Inspiracją dla tego rodzaju postaci był jeden z kochanków Sand, Michel de Bourges. Pierwszą powieścią, która w ten sposób głosiła pochwałę socjalizmu utopijnego, były Listy podróżnika. Z czasem Sand rozwinęła wątki socjalistyczne o apoteozę życia wiejskiego; w powieściach Grzech pana Antoniego i Młynarz z Angibault dokonywała idealizacji ludu wiejskiego i jego zwyczajów.
Inną inspiracją dla twórczości Sand był spirytualizm i mistyka chrześcijańska, którą na krótko zainteresowała się w końcu lat 30. XIX wieku. W 1839 napisała osnutą wokół tego motywu powieść Spirydion, jedno ze swoich najlepszych dzieł, którego bohaterami są mnisi pragnący poprzez mistykę dokonać odnowy duchowej swojego klasztoru. W latach 1842–1844 powstał natomiast cykl Konsuelo, poświęcony losom wędrownej śpiewaczki (postać tytułowa), której postać Sand oparła na Pauline Viardot oraz sobie samej, ukazując część swoich przeżyć związanych z romansem z Fryderykiem Chopinem. Adam, Lerminer i Morot-Sir są zdania, że wielowątkowość Konsuelo, mimo sztuczności fabuły powieści, czyni z niej najlepszy utwór Sand, jedyny, który daje się porównywać z twórczością najsłynniejszych pisarzy jej czasów.
W okresie II Cesarstwa, zawiedziona panującym ustrojem, Sand wycofała się z życia publicznego i opracowała dwa dzieła autobiograficzne, Historię mojego życia oraz Ona i On, jednak w utworach tych przedstawiała swoje życie w sposób bardzo swobodny. Kilkakrotnie próbowała, bez powodzenia, pisać dramaty. Wróciła wówczas do powieściopisarstwa, rezygnując z nadawania swoim dziełom jakiejkolwiek wymowy ideologicznej, pragnąc jedynie czynić je interesującymi dla czytelnika. Napisane w tym okresie (od końca lat 50.) powieści stoją na dobrym poziomie pod względem psychologii postaci, nie posiadają już jednak elementów nowatorskich na tle rozwoju literatury francuskiej.
Korzystała m.in. z pomocy wydawnictwa Juliusza Hetzela.

### Utwory

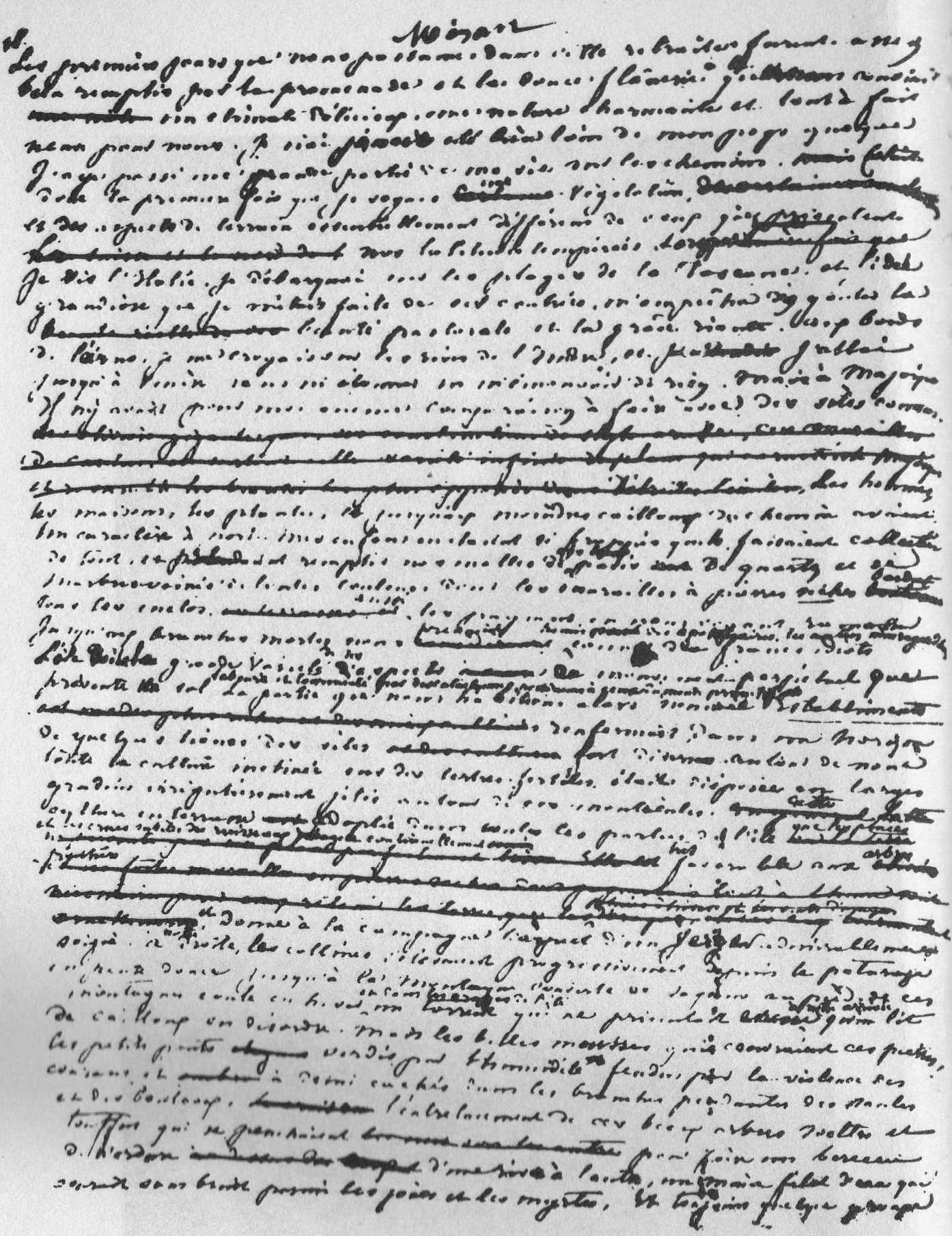
Manuskrypt Zimy na Majorce

- Le commissionnaire (z Jules'em Sandeau) (1830)
- Rose et Blanche (z Jules'em Sandeau, powieść, 1831)
- La fille d'Albano (1831)
- Valentine (powieść, 1831)
- Indiana (powieść, 1832)
- Lélia (powieść, 1833)
- Aldo le Rimeur (1833)
- Une conspiration en 1537 (1833)
- Journal intime (1834)
- Jacques (powieść, 1834)
- Le secrétaire intime (powieść, 1834)
- La Marquise (powieść, 1834)
- Garnier (baśń, 1834)
- Lavinia (1834)
- Métella (1834)
- André (powieść, 1835)
- Mattéa (1835)
- Leone Leoni (powieść, 1835)
- Simon (powieść, 1836)
- Mauprat (1837)
- Dodecation, ou le Livre des douze. Le Dieu inconnu (1837)
- Les maîtres mozaïstes (powieść, 1838)
- La dernière Aldini (powieść, 1838)
- L'Orco (1838)
- L'Uscoque (powieść, 1838)
- Gabriel (dialog, 1839)
- Spiridion (powieść, 1839)
- Les Sept Cordes de la lyre (sztuka teatralna, 1840)
- Cosima, ou la Haine dans l'amour (sztuka teatralna, 1840)
- Pauline. Les Mississipiens (powieść, 1840)
- Le compagnon du tour de France (powieść, 1841)
- Mouny Roubin (1842)
- Georges de Guérin (1842)
- Horace (1842)
- Un hiver à Majorque (wspomnienia, 1842)
- La comtesse de Rudolstadt (powieść, 1843)
- La sœur cadette (1843)
- Kouroglou (1843)
- Carl (1843)
- Jean Zizka (powieść historyczna o Janie Žižce, 1843)
- Consuelo (powieść, 1843)
- Jeanne (powieść, 1844)
- Le meunier d'Angibault (powieść, 1845)
- La mare au diable (powieść, 1846)
- Isidora (powieść, 1846)
- Teverino (powieść, 1846)
- Les noces de campagne (powieść, 1846)
- Evenor et Leucippe. Les Amours de l'Âge d'or (1846)
- Le péché de monsieur Antoine (1847)
- Lucrézia Floriani (powieść, 1847)
- Le Piccinino (powieść, 1847)
- La Petite Fadette (powieść, 1849)
- François le Champi (powieść, 1850)
- Le Château des Désertes (powieść, 1851)
- Histoire du véritable Gribouille (1851)
- Le mariage de Victorine (sztuka teatralna, 1851)
- La fauvette du docteur (1853)
- Mont Revèche (1853)
- La filleule (1853)
- Les maîtres sonneurs (1853)
- Adriani (1854)
- Flaminio (sztuka teatralna, 1854)
- Histoire de ma vie (autobiografia, 1855)
- Autour de la table (1856)
- La Daniella (1857)
- Le diable aux champs (1857)
- Promenades autour d'un village (1857)
- Ces beaux messieurs de Bois-Doré (1858)
- Elle et lui (opowieść autobiograficzna o związku z Mussetem, 1859)
- Jean de la Roche (1859)
- L'homme de neige (1859)
- Narcisse (1859)
- Les dames vertes (1859)
- Constance Verrier (1860)
- La ville noire (1861)
- Valvèdre (1861)
- La famille de Germandre (1861)
- Le marquis de Villemer (1861)
- Tamaris (1862)
- Mademoiselle La Quintinie (1863)
- Les dames vertes (1863)
- Antonia (1863)
- La confession d'une jeune fille (1865)
- Laura (1865)
- Monsieur Sylvestre (1866)
- Le Don Juan de village (sztuka teatralna, 1866)
- Flavie (1866)
- Le Dernier Amour (1867)
- Cadio (théâtre, 1868)
- Mademoiselle Merquem (1868)
- Pierre qui roule (1870)
- Le Beau Laurence (1870)
- Malgré tout (1870)
- Césarine Dietrich (1871)
- Journal d'un voyageur pendant la guerre (1871)
- Francia. Un bienfait n'est jamais perdu (1872)
- Nanon (1872)
- Contes d'une grand'mère cz. 1 (1873)
- L'orgue du Titan (1873)
- Ma sœur Jeanne (1874)
- Flamarande (1875)
- Les Deux Frères (1875)
- La tour de Percemont (1876)
- Contes d'une grand'mère cz. 2 (1876)
- Marianne (1876)
- Légendes rustiques (La Reine Mab. La Fée qui court. Fanchette) (1877)
- Les ailes du courage

## Genealogia
| 4. Charles Louis Dupin de Francueil (1716-1780)                |  |                                          |  |  |                            |
|                                                                |  | 2. Maurice Dupin (1778-1808)             |  |  |                            |
| 5. Marie-Aurore de Saxe (1748-1821) (córka Maurycego Saskiego) |  |                                          |  |  |                            |
|                                                                |  |                                          |  |  | 1. George Sand (1804-1876) |
| 6. pan Delaborde                                               |  |                                          |  |  |                            |
|                                                                |  | 3. Sophie Victoire Delaborde (1773-1837) |  |  |                            |
| 7. pani Delaborde                                              |  |                                          |  |  |                            |
|                                                                |  |                                          |  |  |                            |

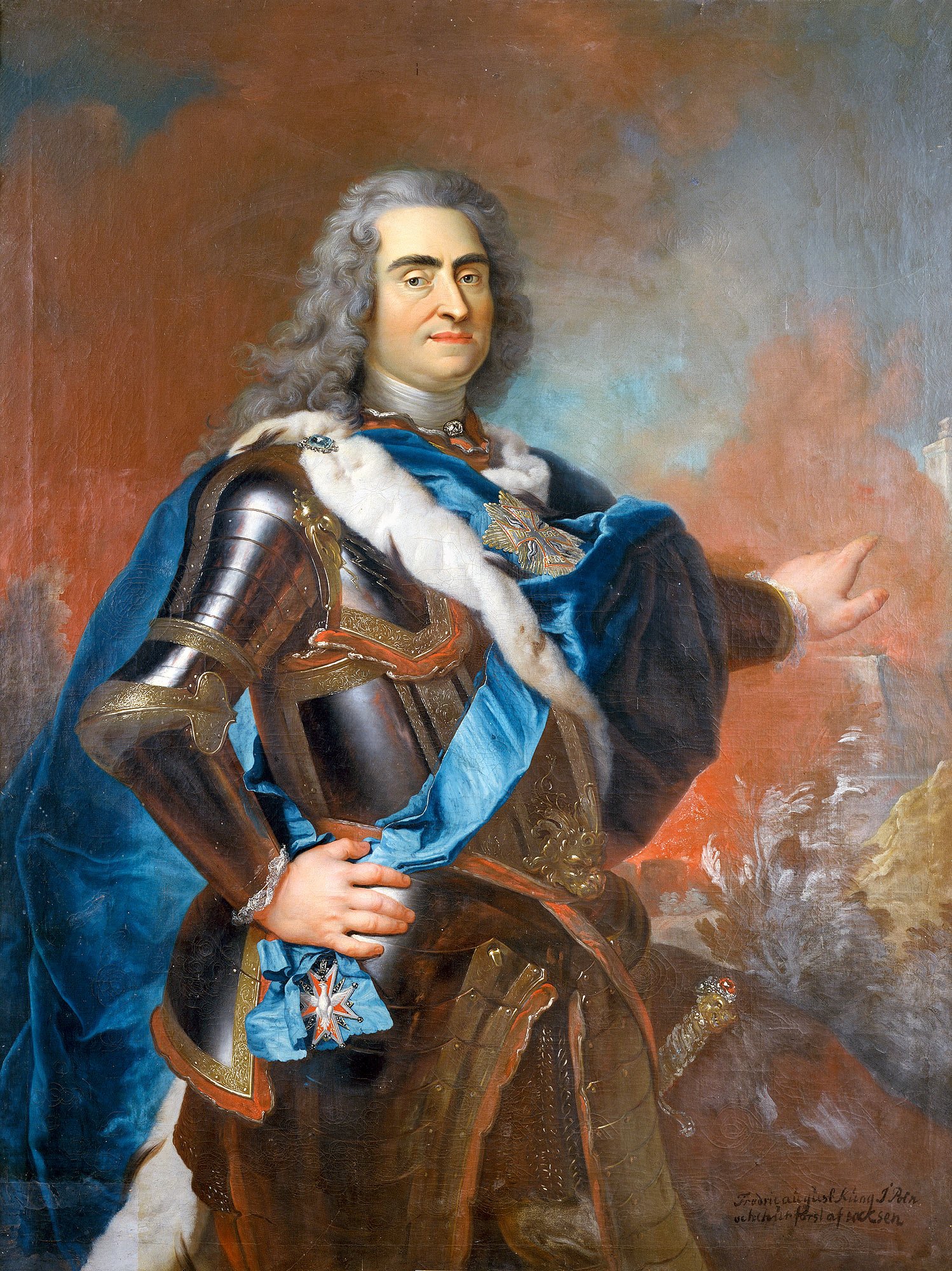
August II Mocny – prapradziad George Sand

Aurora Dudevant miała brata Auguste Luisa, urodzonego w roku 1808 i w tym samym roku zmarłego.

## George Sand w kinematografii
Kilka powieści Sand zostało zekranizowanych, m.in. Indiana (1920), La mare au diable (1923 i 1972), La Petite Fadette (1912, 1915, 1979, 2004), Mauprat (1926, 1972).
Postać George Sand pojawia się w fabułach filmów traktujących o życiu artystów, z którymi była związana, przede wszystkim Chopina (Pamiętna pieśń, USA 1945 czy Chopin. Pragnienie miłości, pol. 2002 – grała ją Danuta Stenka) oraz Musseta (Les enfants du siècle, 1999, z Juliette Binoche w roli Sand). Filmami, w których jest centralną postacią, są m.in. George qui? (franc., 1973) i Notorious Woman (USA, 1974).